# Bathyraja shuntovi
Bathyraja shuntovi is een vissensoort uit de familie van de Arhynchobatidae. De wetenschappelijke naam van de soort is voor het eerst geldig gepubliceerd in 1985 door Dolganov.